# Кенжыра
Кенжыра (каз. Кеңжыра) — село в Аксуском районе Жетысуской области Казахстана. Административный центр Карасуского сельского округа. Код КАТО — 193255100.

## Население
В 1999 году население села составляло 957 человек (489 мужчин и 468 женщин). По данным переписи 2009 года, в селе проживал 661 человек (353 мужчины и 308 женщин).